# Cezary Siess
Cezary Siess (Danzica, 15 marzo 1968) è un ex schermidore polacco, vincitore di una medaglia di bronzo nella scherma ai giochi olimpici.